# Накаяма, Акинори
Акино́ри Накая́ма (яп. 中山 彰規 Накаяма Акинори, 1 марта 1943, Нагоя, преф. Айти, Япония — 9 марта 2025) — японский гимнаст, шестикратный олимпийский чемпион, семикратный чемпион мира, вице-президент Японской ассоциации гимнастики.
За спортивную карьеру Накаяма завоевал 6 золотых медалей, 2 серебряные и 2 бронзовые медали. Выступал как в составе команды в качестве лидера, так и индивидуально.
Наибольшего успеха добился Олимпийских играх 1968 года, завоевав 4 золотые медали (три медали в личных видах и одну — в командном), 1 золотую и 1 бронзовую.
25 марта 1969 года почта Монголии выпустила почтовую марку (№ 527) номиналом 1 тугрик с изображением Акинори Накаямы при выполнении упражнений на кольцах в составе серии марок (№ 520—527 + почтовый блок № 120), посвящённых Летним Олимпийским играх 1968 года.
В 2005 году имя Акинори Накаямы было включено во Всемирный зал славы гимнастики (Оклахома-Сити, США).
Накаяма умер 9 марта 2025 года от рака желудка в возрасте 82 лет.